# Темра
Темра — село в Шарыповском районе Красноярского края России. Входит в состав Холмогорского сельсовета.

## География
Село расположено на реке Темра в 11 км к югу от районного центра Шарыпово и в 235 км к юго-западу от Красноярска.
Через село проходит местная автодорога Шарыпово — Косые Ложки (на Ужур).

## Население
| 2010 |
| ---- |
| 357  |

Население в 1906 году более 600 человек, в 1920-е годы — 1001 человек.

## Известные уроженцы
- Гавриил Николаевич Марьясов (1927-2006) — Герой Социалистического Труда.